# Phodopus
Phodopus (Cricetiscus Miller, 1910) è un genere di criceti della sottofamiglia Cricetinae.
Il genere comprende tre specie:

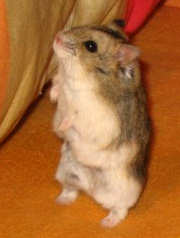
Phodopus campbelli
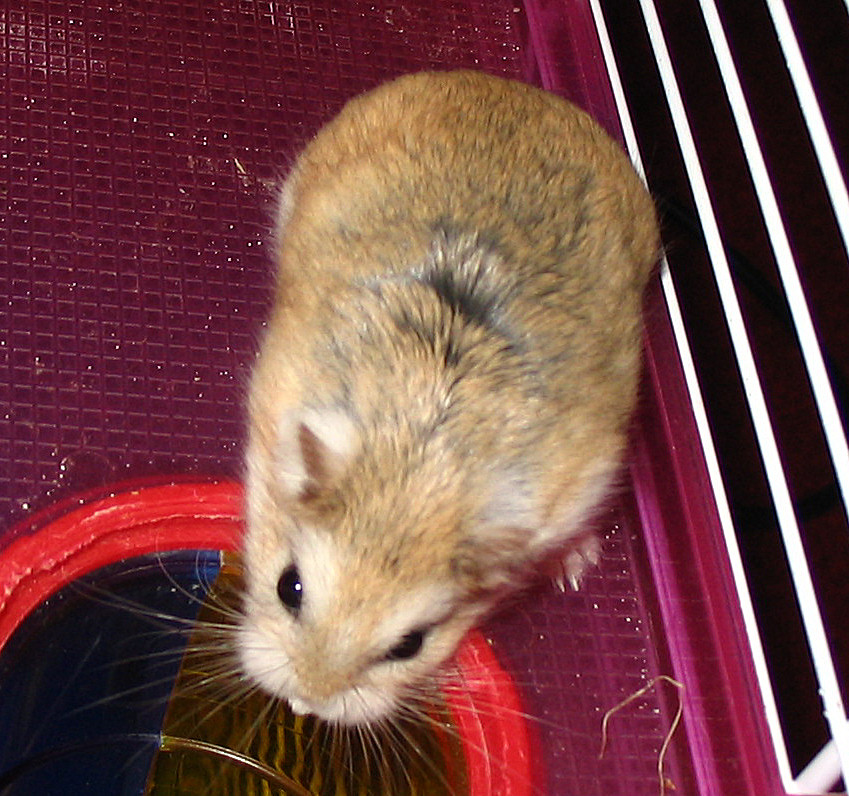
Phodopus roborovskii
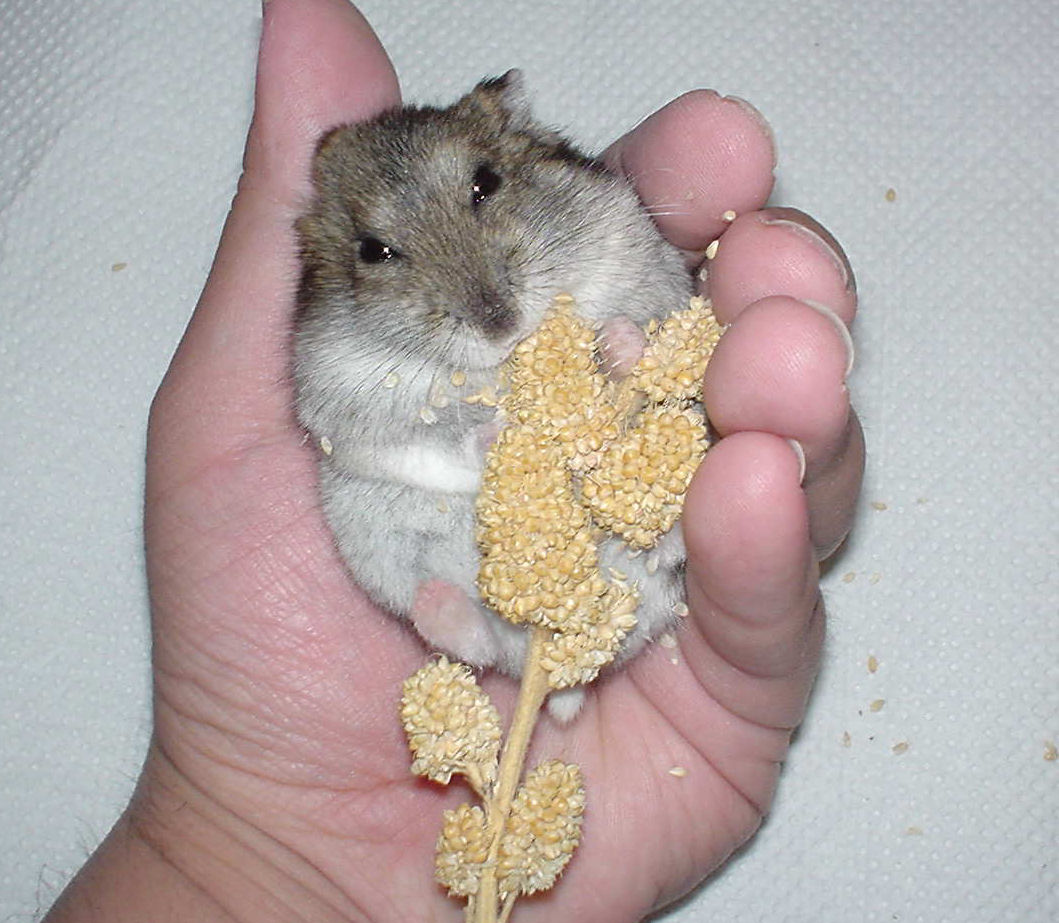
Phodopus sungorus

Nome comune: criceto russo, criceto di Campbell.
Area di distribuzione: Mongolia, nord-est della Cina.
- Phodopus roborovskii

Nome comune: criceto Roborovskii, criceto del deserto, fodopo nano.
Area di distribuzione: Mongolia, Manciuria, Kansu, Shensi.
- Phodopus sungorus

Nome comune: criceto siberiano, winter white, criceto di Zungaria.
Area di distribuzione: Mongolia, Kazakistan, Manciuria, Russia, Siberia.
- Phodopus campbelli
- Phodopus roborovskii
- Phodopus sungorus